# ОФК Југовић
ОФК Југовић је фудбалски клуб из Каћа, Србија, и тренутно се такмичи у Новосадској лиги, петом такмичарском нивоу српског фудбала. Клуб је основан 1912. године.
ОМЛАДИНСКИ ФУДБАЛСКИ КЛУБ „ЈУГОВИЋ“, основан далеке 1912. године, убраја се међу најстарије фудбалске и уопште спортске колективе у Србији и један је од ретких клубова који поседују оригинални документ о оснивању. Стара и пожутела хартија неми је, али убедљиви сведок да је 16. августа 1912. године, са почетком у 2 часа поподне, одржан састанак „Омладинског каћког спорт клуба“, што се сматра почетком фудбалског спорта у Каћу. Генерације дечака и младића које су прошле кроз клуб, оставиле су дубок траг у каћком, новосадском, војвођанском и српском фудбалу и удариле темеље модерног „Југовића“.
Данас, у оквиру клуба се у званичним првенствима (под окриљем Фудбалског савеза Града Новог Сада, Територијалног фудбалског савеза Нови Сад и Фудбалског савеза Војводине) такмичи осам категорија (ветерани, сениори, кадети, старији пионири, млађи пионири, петлићи, полетарци и малишани), а добро је организована и школа фудбала, која из године у годину бележи све боље резултате са тренером Сладићем. Пажње вредан је и податак да сениори ОФК „Југовић“ већ двадесетједну годину у континуитету играју у покрајинском степену такмичења, по чему су, као јединствени, сврстани у анале Фудбалског савеза Војводине.
Уз све наведено, битно је нагласити да је Спортски центар „Сигет“ један од најлепших и најуреднијих, а главни терен међу најквалитетнијим у Војводини.